# Villers-sur-Bonnières
Villers-sur-Bonnières är en kommun i departementet Oise i regionen Hauts-de-France i norra Frankrike. Kommunen ligger i kantonen Marseille-en-Beauvaisis som tillhör arrondissementet Beauvais. År 2022 hade Villers-sur-Bonnières 140 invånare.

## Befolkningsutveckling
Antalet invånare i kommunen Villers-sur-Bonnières
| Referens: INSEE |